# Selecciones deportivas catalanas
Las selecciones deportivas catalanas son los equipos de deportistas catalanes que representan a las federaciones catalanas en las competiciones de sus respectivas disciplinas deportivas a nivel autonómico y, en algunos casos a nivel internacional. Las selecciones catalanas nacieron el 6 de abril de 1904 cuando la selección de fútbol de Cataluña disputó su primer partido.
Actualmente tienen selecciones catalanas -masculinas y femeninas- las 69 federaciones catalanas existentes de diferentes disciplinas deportivas, aglutinadas en la Unión de Federaciones Deportivas de Cataluña (en catalán, “Unió de Federacions Esportives de Catalunya").
Las selecciones catalanas suelen competir, en la mayoría de los casos, en competiciones españolas de ámbito autonómico, contra las selecciones de otras comunidades autonómicas.
Sin embargo, hay doce federaciones deportivas catalanas oficialmente reconocidas por las federaciones internacionales correspondientes que cuentan con selecciones en catorce disciplinas deportivas que participan a nivel internacional de manera oficial representando a Cataluña y que por esta razón algunos sectores postulan como "país deportivo", un concepto político promovido por una entidad con sede en Barcelona sin reconocimiento internacional.
La Ley del Deporte, aprobada en 1990, especifica que son las federaciones españolas las que ostentan la representación de España en las competiciones internacionales, y que ningún deportista federado puede negarse a ser seleccionado. Los partidarios de las selecciones catalanas arguyen que las federaciones deportivas son entidades privadas por lo que los acuerdos entre las federaciones catalanas y sus respectivas federaciones internacionales entran en el estricto campo de los acuerdos entre entidades privadas, y que las secciones catalanas representan a Cataluña, no a España.
Las quince selecciones catalanas oficiales a nivel internacional son las de fútbol sala, corfbol, pitch & putt, fútbol australiano, fisicoculturismo, taekwondo, twirling, kickboxing, kárate, icestock, raquetball, carreras de montaña, esquí de montaña, escalada y bolos.
El hecho que una federación catalana sea reconocida internacionalmente conlleva que tenga su propia competición de clubes independiente. Estos clubes además compiten a nivel internacional con los mejores de Europa y del mundo con la consiguiente repercusión mediática y beneficios económicos, que en el caso de algunos deportes aún sin reconocimiento internacional asegurarían la viabilidad económica.

## Historia
La historia de las selecciones deportivas catalanas se remonta a los primeros años del siglo XX. Eran años en los que el deporte estaba más arraigado y organizado en Cataluña que en el resto de España. A causa de ello, nacieron en Cataluña federaciones catalanas de diferentes deportes mucho antes de que se crearan las respectivas federaciones españolas. Un ejemplo es la Federación Catalana de Fútbol creada en 1900, 13 años antes del nacimiento de la Federación Española de Fútbol, creada en 1913. Ese caso también se dio en otros deportes en los que las federaciones catalanas fueron pioneras en España, fundándose antes de la creación de las respectivas federaciones españolas. Fue el caso de la Federación Catalana de Tenis (fundada en 1903), la de atletismo (1915), rugby (1922), esgrima (1922), hockey sobre hierba (1922), lucha (1924), baloncesto (1927) o béisbol (1929).
En ese contexto de ausencia de federaciones españolas, las federaciones catalanas eran las únicas que podían articular la participación de los deportistas catalanes en competiciones internacionales. Por ello, durante las primeras décadas del siglo XX era frecuente que las federaciones catalanas participasen directamente en organismos deportivos internacionales, y que sus selecciones tomaran parte en competiciones oficiales de carácter internacional.

### 1913-1923: en busca del reconocimiento olímpico
En 1913 se creó una comisión denominada Consejo de las Olimpidas Catalanas (Consell de les Olimpíades Catalanes) a fin de organizar el Comité Olímpico de Cataluña (Comité Olímpic Català). Por entonces no existía un comité olímpico permanente en España (el Comité Olímpico Español fue creado en 1912, pero se disolvió tras los Juegos Olímpicos de Estocolmo 1912), y la comisión recibió la autorización del representante del Comité Olímpico Internacional (COI) en España Gonzalo Figueroa y Torres, marqués de Villamejor para constituirse como delegación regional del COE. El 18 de diciembre de 1913 el atleta y periodista José Elías Juncosa, escribió al presidente del Comité Olímpico Internacional, Pierre de Coubertin, para solicitarle el reconocimiento del Comité Olímpico de Cataluña.
Se iniciaron entonces conversaciones con el COI con el objetivo de que Cataluña pudiese presentar delegación propia en los Juegos Olímpicos de Berlín 1916. En 1914, sin embargo, estalló la Primera Guerra Mundial que supuso la anulación de los Juegos de 1916, y se interrumpieron las conversaciones.
Tras la finalización de la guerra, la comisión para la creación del Comité Olímpico de Cataluña reanudó las conversaciones con el COI. En junio de 1920 una delegación del COC viajó a la sede del COI a Lausana, Suiza. Liderada por el presidente del Fútbol Club Barcelona, el suizo Hans Gamper. El objetivo era poder participar en los Juegos Olímpicos de Amberes 1920, que tenían lugar ese mismo verano, pero la premura de tiempo hizo inviable esa posibilidad, como indica José María Raduá en el libro "Historia de todas las selecciones deportivas catalanas". Dieron su apoyo a la iniciativa deportistas catalanes como el nadador Bernardo Picornell, el atleta Jaime García Alsina o el tenista J.Mesalles.
En 1920 se planteó por primera vez, además, la idea de que Barcelona fuese sede organizadora de unos Juegos Olímpicos. El anhelo de los deportistas y entidades catalanes de participar con delegación propia en unos Juegos Olímpicos confluyó con el interés del Ayuntamiento de Barcelona de organizar un gran evento internacional. Así, en 1921 el Ayuntamiento de Barcelona solicitó formalmente al COI la organización de los Juegos de 1924, e incluso inició el proyecto de construcción del Estadio de Montjuic, que sería el estadio olímpico. Barcelona se convirtió en ciudad candidata a los Juegos, y muchos vieron más cercana la posibilidad de que las selecciones deportivas catalanas pudieran obtener el reconocimiento oficial del COI, a pesar de que el 17 de mayo de 1921 Pierre de Coubertain dimitió como presidente de los Juegos de 1924, y pidió formalmente que esos juegos fueran concedidos a su ciudad natal, París, Francia.
El 21 de enero de 1922, 24 entidades y personalidades catalanas pertenecientes a la Federación de Sociedades Deportivas de Barcelona (fundada en 1911) y del Consejo de ls Olimpiadas Catalanas decidieron en asamblea constituir el Comité Olímpico de Cataluña, aunque finalmente la nueva organización fue denominada Confederación Deportiva de Cataluña (Confederació Esportiva de Catalunya). Estaba integrada por 19 federaciones deportivas catalanas. Formaron parte del nuevo organismo el Barón Santiago Güell y López, José Elías y Juncosa, José María Có y de Triola y fue presidida por Juan Ventosa.
En junio de 1922 el Comité Olímpico Internacional concedió a la Confederación Deportiva de Cataluña la Copa Olímpica, el máximo galardón con el que el COI reconocía la labor por el deporte del organismo catalán. Muchos medios de comunicación, políticos y entidades vieron en ese premio la antesala al reconocimiento e integración del Comité Olímpico Catalán en el seno del COI.
Tal era la independencia de las federaciones catalanas que, en 1922, la Federación Catalana de Rugby fue una de las seis federaciones fundadoras (junto a las federaciones de Francia, Italia, Alemania, Checoslovaquia y Rumanía) y miembro de pleno derecho de la Federación Internacional de Rugby Amateur (FIRA). Un año más tarde, en 1923 se fundó la Federación Española de Rugby, y se creó una fuerte polémica política ya que también quería formar parte de la Federación Internacional. Finalmente, la Federación Española fue admitida en condición de miembro adherido. Fue la primera gran polémica entre una federación catalana y una española por la presencia en los organismos internacionales y las selecciones deportivas.
Finalmente, los Juegos Olímpicos de 1924 no fueron concedidos a Barcelona, España sino a París, Francia. Este hecho, junto a los que sucedieron a partir de 1923 tras el golpe de Estado de Miguel Primo de Rivera supusieron un freno a las aspiraciones de las selecciones deportivas catalanas de ser reconocidas internacionalmente.

### 1923-1931: bajo la dictadura de Primo de Rivera
El golpe de Estado del Capitán General de Cataluña, Miguel Primo de Rivera el 13 de septiembre de 1923 y la implantación de la dictadura de Primo de Rivera en toda España, supuso un freno a los anhelos del Comité Olímpico de Cataluña. En 1924 se fundó en Barcelona el Comité Olímpico Español que, liderado por el barón Santiago Güell y López y apoyado por el gobierno estatal, se convirtió en el único interlocutor en España del Comité Olímpico Internacional, abortando las intenciones del COC.
A pesar de eso, y de que durante los años 1920 se fueron creando federaciones españolas en diferentes deportes, las federaciones catalanas pudieron seguir manteniendo una independencia jurídica que les permitía participar en diferentes eventos, incluso de carácter internacional. El 13 de marzo de 1924, incluso, se disputó un partido de fútbol amistoso entre las selecciones de fútbol de Cataluña y España en el Estadio de Les Corts de Barcelona, España. Una de las condiciones del partido fue que los jugadores catalanes que fuesen convocados por el seleccionador español deberían jugar con España. Así lo hicieron tres futbolistas: Zamora, Piera y José Samitier, autor de dos goles. Ganó España por 7 a 0.

### 1931-1939: las selecciones durante la Segunda República
El fin de la restauración borbónica en España y la proclamación de la Segunda República Española significó un nuevo impulso para las actividades de las selecciones deportivas catalanas. El Estatuto de autonomía de Cataluña de 1932, aprobado por el congreso de la Segunda República Española, reconocía el derecho de las selecciones catalanas a participar en competiciones internacionales. Así, las selecciones deportivas catalanas incrementaron su participación en eventos internacionales, excepto en los Juegos Olímpicos, en los que solo participaban selecciones representantes de estados. En otros eventos, sin embargo, el gobierno de la Segunda República Española permitió la participación directa de las selecciones deportivas catalanas, incluso cuando en el mismo evento participaba una selección española.
El 6 de julio de 1933 la Confederación Deportiva de Cataluña pasó a denominarse Unión Catalana de Federaciones Deportivas, ampliando el número de federaciones asociadas.
El 14 de febrero de 1934 se disputó el segundo encuentro amistoso de la historia en que se enfrentaron en Barcelona las selecciones de fútbol de Cataluña y España, con victoria de la selección española por 0 a 2. En junio de ese mismo año la selección catalana de fútbol se enfrentó en dos ocasiones a la selección nacional de fútbol de Brasil: en el Estadio de Les Corts de Barcelona Cataluña venció a Brasil por 2 a 1, y tres días después, en Gerona, España. Empataron a dos.
En la Olimpiada Popular que debía celebrarse en Barcelona en 1936, con el apoyo del gobierno de la Segunda República Española, estaba prevista la participación simultánea de los equipos de Cataluña, País Vasco, Galicia y España, como cuatro delegaciones diferentes. Estas olimpíadas no llegaron a celebrarse ya que el mismo día de su prevista inauguración, el 18 de julio de 1936, estalló el inicio de la guerra civil española.

### 1939-1975: la situación durante el Franquismo
Esta situación cambió drásticamente a partir de 1939, con la instauración del régimen franquista tras la guerra civil española. El régimen franquista acabó con el derecho de asociación y con la independencia jurídica de las federaciones catalanas, a las que supeditó a las respectivas federaciones españolas como meras delegaciones.
Además, prohibió la participación de las selecciones deportivas catalanas en eventos internacionales, circunscribiendo su actividad a las competiciones internas organizadas en España.
Una de las primeras polémicas vividas durante el nuevo período se produjo en 1940 cuando la Federación Española de Rugby consiguió, con el apoyo del gobierno español, que la Federación Internacional de Rugby Amateur (FIRA) expulsara de su seno a la Federación Catalana de Rugby, pese a que era una federación de pleno derecho y había sido una de sus seis federaciones fundadoras.
En 1941 el deporte español pasó a depender de la Falange Española. Cinco años después, en 1945, el gobierno aprobó los estatutos de la "Delegación Nacional de Deportes" a que se atribuyó las competencias de organizar y autorizar todo tipo de encuentros deportivos de carácter internacional.
La mayoría de las federaciones catalanas dejaron entonces de organizar actividades para sus selecciones absolutas, reduciéndolas a algunos encuentros amistosos, y se centraron en la actividad de las selecciones en las categorías inferiores.
Un dato que ilustra este aspecto es que durante los 36 años de dictadura franquista, entre 1939 y 1975, la selección catalana de fútbol solo disputó un total de 20 partidos, todos amistosos, y de los que solo seis fueron contra equipos no españoles. Estos datos contrastan con los 66 partidos que había disputado en los 17 años precedentes, entre 1920 y 1937.
Aun así, durante el franquismo se dio el dato curioso que el 19 de octubre de 1947 se autorizó la disputa de un partido amistoso en el Estadio de Les Corts de Barcelona entre las selecciones de Cataluña y España, con victoria de Cataluña por 3 goles a 1. También es curioso que se autorizase la disputa de un encuentro, el 23 de febrero de 1950 en el estadio de Les Corts de Barcelona, de un partido de fútbol entre una selección de los Países Catalanes (formada por jugadores catalanes y valencianos) y el San Lorenzo de Almagro argentino, que ganaron los locales por 2 a 1.
Cabe decir que durante los años del franquismo las selecciones deportivas catalanas dejaron de estar formadas exclusivamente por deportistas nacidos en Cataluña, sino que fueron concebidas como selecciones formadas por deportistas que militaban en clubes catalanes. Eso dio lugar a situaciones curiosas como que en la selección catalana de fútbol jugasen, por ejemplo, jugadores como Ladislao Kubala, Alfredo Di Stéfano (que perteneció al FC Barcelona durante unos meses), Johan Cruyff o Johan Neeskens.

### 1976-1995: lenta recuperación de las actividades
Tras el fin de la dictadura franquista llegaron las libertades y la democracia a España. La explosión de manifestaciones catalanistas que la sociedad catalana expresó entre 1975 y 1980 no se tradujo, sin embargo, en una mayor actividad de las selecciones catalanas. Entre 1976 y 1980 solo una federación organizó un partido de una selección catalana: fue un partido de fútbol que enfrentó a Cataluña y Rusia en el Camp Nou de Barcelona el 9 de junio de 1976, en el que se registró un empate a uno. Siguiendo la tónica de los años anteriores, en la selección catalana se alinearon jugadores no catalanes como Cruyff, Neeskens o Caszely.
En 1979 se aprobó el Estatuto de autonomía de Cataluña de 1979 que, en el artículo 9.29, otorgaba a la Generalidad de Cataluña la competencia exclusiva en materia de deportes en Cataluña. Ese derecho llevó a la Generalidad a dictar diferentes disposiciones legales que permitieron a las federaciones catalanes recuperar competencias.
La recuperación de la actividad de las selecciones catalanas, sin embargo, fue lenta. Entre 1980 y 1989 se registraron 33 acontecimientos de las selecciones catalanas absolutas en siete deportes: baloncesto, rugby, balonmano, atletismo, tenis de mesa, ajedrez y taekwondo. La selección catalana de baloncesto fue la más activa durante los años 1980: disputó once encuentros amistosos, algunos ante selecciones tan potentes como la URSS, Brasil, Francia o Yugoslavia.
La selección catalana de fútbol, sin embargo, no disputó un solo encuentro durante los años 1980.
En 1985 la Generalidad creó la Unió de Federacions Esportives de Catalunya (Unió de Federaciones Deportivas de Cataluña) con el objeto de coordinar a las diferentes federaciones deportivas, dinamizar la actividad de las selecciones catalanas y promover su presencia internacional.
Y en 1987, poco después que el Comité Olímpico Internacional concediera a Barcelona la organización de los Juegos Olímpicos de 1992, se creó la "Associació per a la Delegació Olímpica de Catalunya" (Asociación para la Delegación Olímpica de Cataluña), que en 1992 se transformó en el Comité Olímpico de Cataluña, creado con el objetivo de conseguir que las selecciones deportivas catalanas pudiesen participar en los Juegos Olímpicos igual que otras naciones sin estado.
Sin embargo, la gran mayoría de federaciones, partidos políticos y medios de comunicación no secundaron esas reivindicaciones para no poner en peligro el éxito organizativo de los Juegos de 1992. En los dos años previos a los Juegos solo tuvieron actividad cuatro selecciones catalanas: las de rugby, waterpolo, taekwondo, y la de fútbol, que tras catorce años reapareció el 26 de enero de 1990 en un amistoso ante el CE Sabadell.

### Desde 1995, aumento de las actividades y de la reivindicación del reconocimiento internacional
Desde mediados los años 1990 las selecciones deportivas catalanas han sido objeto de polémicas políticas y jurídicas, ya que una gran parte de los partidos políticos, clubes, federaciones, entidades sociales y medios de comunicación catalanes han reivindicado el reconocimiento internacional de las selecciones deportivas catalanas, con el objetivo de que puedan participar en competiciones internacionales oficiales, siguiendo el ejemplo de naciones sin estado como Escocia o el País de Gales, y como ya sucedió entre 1931 y 1936 durante el período de la Segunda República Española. Están reivindicaciones fueron impulsadas especialmente por la Plataforma Pro Seleccions Esportives Catalanes, por el Comité Olímpico Catalán, y por la Unió de Federacions Esportives de Catalunya, con el apoyo de la Generalidad de Cataluña.
El 29 de julio de 1999 el Parlamento de Cataluña aprobó la proposición de ley de apoyo a las selecciones catalanas, que abría la puerta legal a su creación, dejando en manos de las federaciones deportivas la decisión de presentarse en competiciones internacionales, tras pedir su ingreso en los respectivos organismos. La proposición de ley se aprobó con los votos favorables de todos los partidos parlamentarios excepto el Partido Popular de Cataluña. Previamente, la Plataforma Pro Seleccions Esportives Catalanes había presentado al Parlamento de Cataluña 521.249 firmas de personas mayores de edad censadas en Cataluña que pedían el reconocimiento internacional de las selecciones catalanas.
La Ley del Deporte determina que las selecciones españolas representan a toda España . Por su parte las selecciones catalanas representan a Cataluña.

## Selecciones reconocidas internacionalmente
A fecha de diciembre de 2009 son 20 las federaciones catalanas que están oficialmente reconocidas por los máximos organismos internacionales de sus respectivas disciplinas deportivas. Una de ellas, la Federación de Entidades Excursionistas de Cataluña, cuenta con selecciones oficialmente reconocidas en tres disciplinas deportivas: carreras de montaña, esquí de montaña y escalada deportiva. El resto de selecciones catalanas que compiten internacionalmente de forma en total (20 en total) entre otras son las de fútbol sala, corfbol, pitch & putt, fútbol australiano, fisicoculturismo, taekwondo, twirling, kickboxing, kárate, raquetball, bolos y dardos.

### Futsal
La Federación Catalana de Futsal (FCFS) fue admitida por la Unión Europea de Futsal (UEFS) en mayo del 2004, en la asamblea celebrada en Volgogrado (Rúsia) durante la disputa del Campeonato de Europa femenino. El reconocimiento por parte de la Asociación Mundial de Futsal (AMF) llegó en marzo de 2006, en la asamblea celebrada en Argentina.
La selección catalana de futsal debutó en el 2004, en el Europeo masculino organizado por la UEFS celebrado en Bielorrusia, y en el Europeo femenino celebrado en Rusia. El año 2006 se proclamó subcampeona de Europa.
No obstante, la UEFS, la AMF y la FCFS no tienen reconocimiento alguno por parte de la FIFA, la UEFA o la RFEF, organismos a los que pertenecen la totalidad de clubes profesionales españoles, incluidos los catalanes, y en cuyas competiciones solo está reconocida la selección española.

### Corfbol
La Federación Catalana de Corfbal fue la primera federación catalana de un deporte reconocido por el Comité Olímpico Internacional (COI) en obtener reconocimiento internacional. Fue admitida como miembro de pleno derecho de la Federación Internacional de Korfbal (IKF) el 29 de octubre de 2005 en la asamblea general celebrada en Tarrasa. Desde 1997 podía competir internacionalmente com a miembro provisional de la IKF. La selección catalana de corfbol debutó en el Campeonato del Mundo de Corfbol que se celebró en Australia en 1999. Su mejor participación fue el 4.º puesto en el Mundial de China del 2011.

### Pitch and Putt
La Asociación Catalana de Pitch and Putt (ACPP) está reconocida internacionalmente desde que, en 1999, se creó la Asociación Europea de Pitch and Putt (EPPA), de la que fue miembro fundador junto a las asociaciones de Irlanda, Reino Unido, Francia, Países Bajos e Italia. Desde ese momento la selección catalana ya compitió a nivel internacional.
En el 2006, durante la celebración de la segunda Copa del Mundo en Teia (Barcelona) España, se constituyó la Federación Internacional de Pitch & Putt Asociación (FIPPA), formada per las federaciones o asociaciones de Australia del Sur, Cataluña, Francia, Reino Unido, Países Bajos, Irlanda, Italia, Noruega, San Marino, Suiza y Chile.
La selección catalana de pitch and putt ha ganado las dos ediciones de la Copa del Mundo disputadas, en el año 2004 en Italia, y en el 2006 en España. En el Campeonato de Europa disputado en los Países Bajos en 2005 quedó en tercera posición.

### Fútbol australiano
La selección catalana de fútbol australiano debutó en una competición internacional oficial el 9 de octubre de 2005, con motivo de Campeonato de Europa celebrado en Londres. Cataluña quedó en quinta posición de entre 10 participantes.
La Federación Catalana de Fútbol Australiano es miembro de pleno derecho de la Federación Internacional de Fútbol Australiano (IAFC).

### Touch Rugby
La selección catalana de Touch, fue admitida oficialmente como miembro de la Federación Internacional de Touch (FIT) el 19 de agosto de 2009, y debutó en el año 2011, participando en el mundial celebrado en Edimburgo, consiguiendo victorias contra Hungría e Italia.

### Carreras de montaña, esquí de montaña y escalada deportiva
El 21 de octubre de 2000 la Federació d'Entitats Excursionistes de Catalunya (FEEC) consiguió el ingreso en la Federación Mundial de Entidades Excursionistas por unanimidad de todas las federaciones reunidas en París, incluida la española[cita requerida]. La selección catalana de carreras de montaña ha ganado la Copa del Mundo en los años 2002, 2003, 2004, 2005 y 2006, con siete pruebas anuales repartidas en tres continentes.

### Raquetball
La selección catalana de raquetball debutó en una competición internacional de carácter oficial en agosto de 2006, en el Campeonato del Mundo de raquetball disputado en Santo Domingo, tras haber sido admitida, con carácter provisional, por la Federación Internacional de Raquetball. En noviembre de 2006 fue definitivamente admitida como miembro de pleno derecho, tanto en la federación internacional como en la europea, por lo que la selección catalana podrá participar en los próximos campeonatos de Europa y del Mundo.

### Fisicoculturismo
La selección catalana de fisicoculturismo es el equipo de fisicoculturistas catalanes que representa a la Federación Catalana de Fisicoculturismo en competiciones internacionales.
La Federación Catalana de Fisicoculturismo, independizada de la Asociación Española de Fisicoculturismo en 1999, fue admitida ese mismo año, de forma provisional, por la Unión Internacional de Body Building Network (UIBBN), que la invitó a participar en los campeonatos de Europa y del Mundo en los años 1999, 2000 y 2001. En el 2002 fue reconocida oficialmente como miembro de pleno derecho de la UIBBN.
La selección de fisicoculturismo es la más laureada de las selecciones deportivas catalanas. Desde 1999 ha participado en siete campeonatos de Europa, en los que ha conseguido un total de 17 medallas, y en siete campeonatos del mundo, obteniendo 14 medallas.
El fisicoculturista masculino de la selección que más metales ha conseguido ha sido Félix Barrachina, con siete medallas. En la categoría femenina destaca una gran competidora de fitness (Body-form) como es Yasmina de Haro, con 6 medallas en competiciones internacionales, cinco de ellas de oro.

### Kickboxing
A pesar de que el kickboxing no tiene federación catalana, la World Kickboxing Network, el máximo organismo internacional que regula esta disciplina, permitió en 1998 que Xavi Moya compitiese en el Campeonato del Mundo de kickboxing, en representación de Cataluña. Xavi Moyà, respaldado por la Plataforma Pro Seleccions Esportives Catalanes se proclamó campeón del mundo celebrado en pabellón del Valle de Hebrón de Barcelona.
En el año 2005, el competidor Rafa López se proclamaba como catalán y con el apoyo de la Plataforma Pro Seleccions Esportives Catalanes en la ciudad de Londres subcampeón del mundo en la modalidad de kickboxing (lightcontact)

### Taekwondo ITF
En 1994 la selección catalana de taekwon-do ITF (International Taekwon-do Federation)asistió por primera vez a los OPEN WORLD TAEKWONDO CHAMPIONSHIPS 1994 celebrados en Leicester, Reino Unido. En el equipo estaban competidores de la talla de Rafa López y Cesar Esquivel siendo esta la primera participación catalana en un MUNDIAL de TAEKWON-DO.
En 2004 Rafa López ganaba la medalla de bronce en Orlando, USA en la WORLD TAEKWON-DO CUP ITF bajo bandera catalana una vez más.

### Kárate
Rafa López y Dani Navarrete clasificaron en 4.ª . posición en los Campeonatos del Mundo de Kárate WTKA (World Traditional Karate Association) en la modalidad de karate point celebrados en Pisa del 24 al 27 de noviembre de 2005 compitiendo en representación de Cataluña y con el respaldo de la Plataforma ProSeleccions Esportivas Catalanes.

### Twirling
El 24 de mayo de 2007 la Federació Esportiva Catalana de Twirling fue reconocida por la Confederación Europea de Twirling Baton (CETB) como miembro oficial de pleno derecho, después de unos años como miembro provisional. Este hecho permite a la selección catalana de twirling baton competir a nivel internacional de manera oficial.

### Dardos
El 20 de septiembre de 2011 la Federació Catalana de Dards (dardos) fue reconocida por la World Dards Federation como miembro oficial de pleno derecho con 18 votos a favor, 8 abstenciones y 2 votos en contra (España e Inglaterra).

### Quidditch
La Associació de Quidditch de Catalunya fue reconocida oficialmente por la International Quidditch Association en marzo de 2015, debutando oficialmente en torneo oficial en los European Games 2015 que se disputaron en Sarteano, Italia.

## Enlaces relacionados
- País deportivo
- Plataforma Pro Seleccions Esportives Catalanes
- Caso Fresno